# モンスの天使

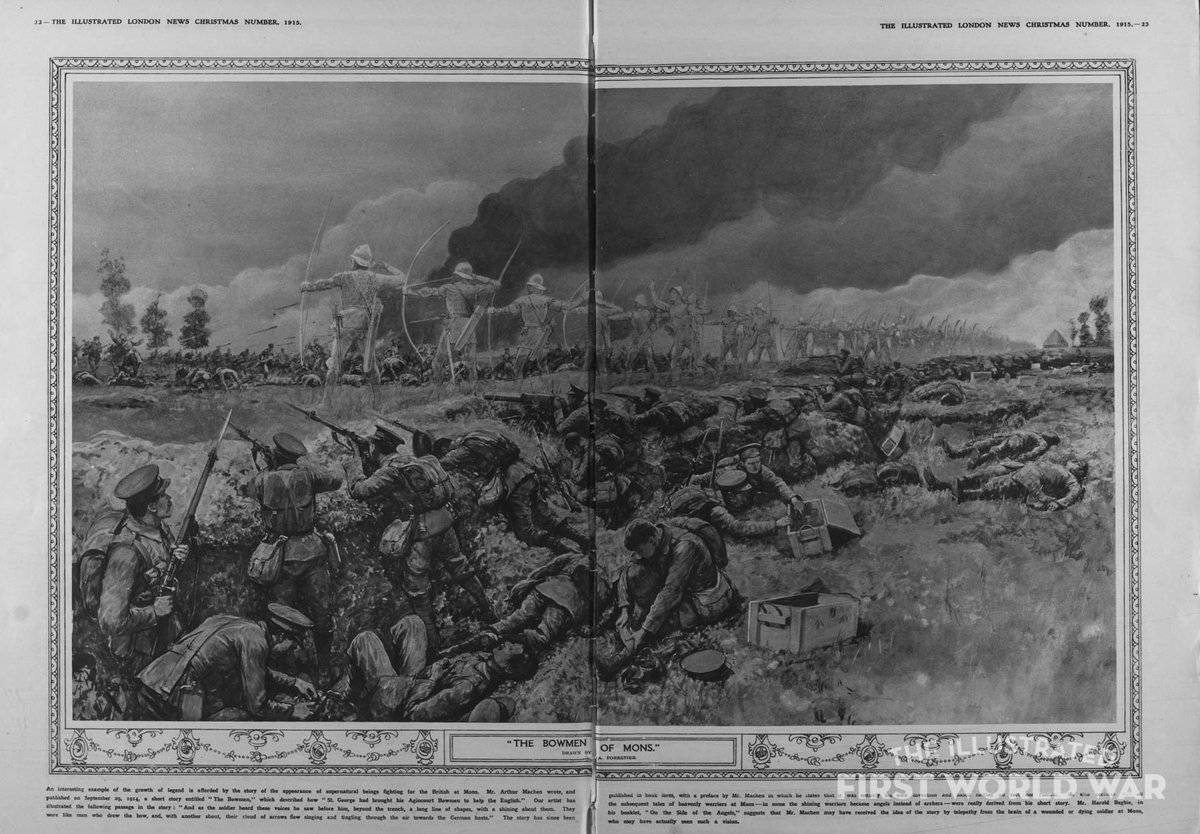
モンスで幽霊のような弓兵がドイツ人と戦っている際の絵

モンスの天使（モンスのてんし）とは、第一次世界大戦のモンスの戦いの最中に起きた超常現象といわれているが、実際はアーサー・マッケンの短篇小説「弓兵」(The Bowman) 内容そのままの話。神智学協会の会合での発言が発端で「事実」として流布された。

## 概要
1914年8月23日、ベルギーのモンスでイギリス軍は前線で孤立し、ドイツ軍に包囲されてしまった。イギリス軍は進退きわまり天に祈るしか残されていなかった。すると、どこからか弓兵が出現しドイツ軍に矢を放ち始めた。彼らの働きで多くのドイツ兵が倒れていったが、倒れた兵には傷がなかった。弓兵たちの働きでイギリス軍は無事退却できた。